# Survivor (песня)
«Survivor» ("Выживший") — сингл, песня с альбома Survivor (2001 год) американской группы Destiny's Child. Она была написана участницей группы Бейонсе, Энтони Дентом и  Мэтью Ноулз. "Survivor" был вдохновлен шуткой радиостанции о том, что трое участников уже покинули группу, сравнив сложные процессы происходившие в группе с демонстрирующемся в то время на телевидении реалити-шоу Survivor. Певица Бейонсе была вдохновлена этой реакцией станции и решила перепочевать комментарий, озвучившийся на радио и превратить его в более позитивный и вдохновляющий, написав на его основе песню. Песня была выпущена в качестве ведущего сингла с альбома "Survivor' 6 марта 2001 года на Columbia Records. Это был первый сингл, выпущенный группой - обновленным трио - теперь уже в составе Бейонсе, Келли Роуленд и Мишель Уильямс.
"Survivor" имел коммерческий успех, достигнув второго места в американском Billboard Hot 100 и возглавив чарты Ирландии, Норвегии и Соединенного Королевства. Песня, получившая признание критиков, получила приз за лучшее R & B исполнение дуэта или группы с вокалом на 44-й ежегодной премии Грэмми (2002). Сопровождающее ее музыкальное видео получило музыкальную премию MTV Video Music Award2001 года за лучшее R & B видео, в то время как песня также получила премию Soul Train Lady of Soul Award за лучший R & B / соул-сингл, группу или дуэт. В 2017 году музыкальный журнал Billboard поставил песню на 40-е место в своем списке "100 величайших песен женских групп всех времен". Кроме того, BET назвала ее десятой лучшей песней 2000-х.

## Концепция песни, фон и развитие
"Survivor" был написан Энтони Дентом, участницей группы Destiny's Child Бейонсе Ноулз и ее отцом Мэтью, а продюсированием руководили Дент и Бейонсе. Текст песни посвящен большим трудностям, которые пережила группа в 2000 году, когда первоначальные участники ЛаТавия Роберсон и ЛеТойя Лаккетт отделились от Ноулз и Келли Роуленд, и их заменили Мишель Уильямс и Фарра Франклин. Вскоре после этого Франклин также был уволен из группы, что привело к более широко разрекламированным кадровым изменениям. По словам Ноулз, группу публично сравнивали с реалити-шоу Survivor, что вдохновило ее сделать все, чтобы "избавить нас от всего этого негатива".
Изначально Дент предполагал, что его инструментальный трек будет записан рэпером Лил Ким, до того, как Бейонсе использовала его для написания текста, мелодии и вокальной аранжировки для "Survivor". Большая часть песни была написана во время перелета в соседний город, когда Destiny's Child выступали на разогреве выступления у певицы Кристины Агилеры во время ее первого тура - Christina Aguilera in Concert . Позже Ноулз подробно рассказала об этом процессе: "Я написала это быстро, потому что была разочарована. Для меня все это было о том, что значит выживание для женщин, и о том, как трудно быть одной из них, когда есть люди, которые пытаются тебя унизить ". Далее она прокомментировала его концепцию в интервью MTV, в котором она заявила, что "Survivor" был "в основном о выживании в разных ситуациях. Все в этом мире, кого я знаю, что-то пережили, и я знаю, что песня определенно вдохновляющая. Это действительно заставляет тебя чувствовать себя сильным, и это действительно заставляет тебя чувствовать, что ты можешь пережить все".
Запись песни проходила в SugarHill Studios в Хьюстоне, Техас , Техас в конце 2000 года.[8] "Survivor" была первой песней с родительского альбома, которая была записана. В рекламном интервью 2001 года для Billboard Уильямс прокомментировал процесс записи: "Словами не описать, что мы чувствовали, когда записывали эту песню. Некоторые из нас плакали, другие прыгали вверх и вниз [...] Мы молились перед этим сеансом, и энергия на том сеансе была такой высокой - в комнате было жарко ". Повторение слова "что!" в припеве было вкладом Мэтью Ноулз в песню и добавлено в конце записи "Survivor" после того, как он зашел на сессию во время записи группы и почувствовал, что часть с пением предполагает участие аудитории. Группа дебютировала с песней вживую во время своего концерта в Родео-Хьюстоне  18 февраля 2001 года.

## Композиция и стиль песни
За принцип песни была взята блюзовая основа и мощный, мелизматичный, быстрый и ритмически чистый выверенный вокал Бейонсе и других участниц группы. Она исполняется в тональности Соль♯ минор, в быстром темпе - 81 ударом в минуту в обычном времени. В шкале гармонический минор она следует последовательности аккордов G♯m–C♯m7–D♯, а вокал группы охватывает полторы октавы, от G♯3 до C♯5.

## Обзор и отзывы критиков
Критик Billboard - Чак Тейлор - отметил, что "Survivor" был "осторожен, чтобы не отклоняться от устоявшейся формулы, которая сделала Destiny's Child поп-группой du jour – капризный ритм "стоп-энд-старт", мощный вокал соавтора/продюсера Бейонсе Ноулз и лирика о жизни на победном пути, когда человечество поступает с тобой неправильно". В 2017 году Billboard также назвал песню № 40 в своем списке 100 величайших песен женских групп мира за все время Редактор AllMusic - Стивен Томас Эрлевайн обнаружил, что песня "Survivor" была "мучительно трудной, запинающейся с прерывистой мелодией, которую Бейонсе Ноулз, затаив дыхание, толкает абсолютно в никуда, работая над ней так усердно, что ее трудно слушать".

## Показатели в чартах
"Survivor" дебютировал под номером 43 в американском Billboard Hot 100, что сделало его вторым по количеству дебютов синглом группы на сегодняшний день, уступив "Lose My Breath" под номером 30. Песня быстро поднялась в чарте, достигнув своего пика на втором месте в течение месяца, оставаясь на этой позиции семь недель подряд. Песня была выпущена на физических носителях только после того, как ее трансляция достигла пика; она возглавляла чарт макси-синглов Billboard Hot Dance Music в течение восьми недель. Она также достигла пятого места в чарте Hot R&B/Hip-Hop Songs. Сингл оставался на вершине чарта Hot 100 Airplay пять недель подряд и достиг третьей строчки в чарте Hot 100 Singles Sales. Его DVD-версия достигла девятого места в Top Music Videos чарте лучших музыкальных клипов США.
В Соединенном Королевстве песня - "Survivor" дебютировала на первом месте в UK Singles Chart, было продано 104 000 копий за первую неделю. К концу 2001 года было продано 260 000 копий, а по состоянию на апрель 2021 года - более 832 000 копий. Она также возглавила чарты Ирландии и Нидерландов, достигнув второго места в Канаде и третьего в Новой Зеландии.

## Музыкальное видео
Части музыкального клипа на песню "Survivor" были сняты в Point Dume.
Сопровождающий музыкальный клип на песню "Survivor" был снят Дарреном Грантом и снимался в различных местах по всему округу Лос-Анджелес, Калифорния 27-29 января 2001 года. Клип оформлен в стиле трех девушек, которые смогли выжить в результате кораблекрушения и которые живут теперь на необитаемом острове. В нем также показана краткая прелюдия к тому, как трио потерпело кораблекрушение. После своего кораблекрушения они обнаруживают остров, где переодеваются и заходят в водопад, ведущий к заброшенному храму, где он превращается в танцевальный брейк. Он проносится через танцевальный мост и прелюдию к кораблекрушению. После этого начинает жужжать вертолет, ведущий туда, где участники группы убегают с острова в поисках спасения. Внешние кадры в видео были сняты на государственном пляже Point Dume State Beach на побережье  Малибу-бич в Калифорнии, а также в дендрарии и ботаническом саду округа Лос-Анджелес в Arcadia, остальные эпизоды снимались в студии  Los Angeles Center Studios.
Премьера финального клипа состоялась на  MTV в документальном сериале: Делаем видео-клипы 6 марта 2001 года. Это стало одним  из "самых сложных видео для съемок" в творчестве группы Destiny's Child из-за не по сезону неблагоприятных погодных условий в Калифорнии в конце января 2001 года, сообщалось также, что группа "мучилась от простуды несколько дней" после съемок пляжных сцен в своих откровенных нарядах. Музыкальное видео "Survivor" позже было выпущено на DVD с живым исполнением: "Independent Women Part I"  2001 Brit Awards 15 мая 2001 года. Релиз представлял собой стандартное полнокадровое видео, в котором сохранялось исходное соотношение сторон видео, с английским саундтреком, воспроизведенным в стереосистеме Dolby Digital Stereo. Она была включена в DualDisc издание их альбома greatest hits, #1's (2005), в международное издание Survivor (2001)  (2001) в виде улучшенного видео, в Walmart -эксклюзивный DVD под названием Fan Pack (2004) и в видеоантологию Destiny's Child Video Anthology (2013). Режиссеры Кэри Джоджи и начал свою карьеру в киноиндустрии в качестве ассистента оператора на видео.

## Полемика вокруг песни и судебное дело
Бывшие участники группы ЛеТойя Лаккетт и ЛаТавия Роберсон и подали в суд на Ноулз, Роуленда и бывшего менеджера Мэтью Ноулза; они утверждали, что некоторые тексты в "Survivor", такие как "Ты думал, я не продам без тебя/продано девять миллионов", нарушили предыдущее соглашение в контракте группы, которое не позволяло ни одной из сторон оскорблять другую.

## Место песни в трек-листах
| - Американский и канадский CD-сингл (44K 79566) 1. "Survivor"("Выживший"(расширенная версия ремикса при участии Da Brat)) – 4:24 2. "Survivor" ("Выживший" (клубный микс Кальдероне)) – 9:26 3. "Survivor" ("Выживший" (Calderone Drum Dub mix) – 6:45 4. "Survivor" ("Выживший" (микс клубных гимнов CB200 - Anthem mix) – 6:20 5. "Survivor" ("Выживший" (Azza'z soul remix)) – 4:30 - US 7-inch single (38 079582) A. "Последний Герой" – 4:14 B. "Survivor" ("Выживший" (с участием Da Brat)) – 4:24 |

- 12-дюймовый сингл из США (44 79566)[28]
  - A1. "Выживший" (Calderone club mix) – 9:26
  - A2. "Survivor" (Calderone Drum Dub mix) – 6:45
  - B1. "Survivor" (микс клубных гимнов CB200) – 6:20
  - B2. "Survivor" (расширенная версия ремикса с участием Da Brat) – 4:24
  - B3. "Выживший" (Azza'z soul remix) – 4:30
- Американский DVD-сингл (38D 79588)[23][28]

"Выживший"
- "Независимые женщины, часть I" (концерт в The Brits 2001)

Европейский CD-сингл (COL 670749 1)[30]
- "Выживший" (альбомная версия)
- "Выживший" (Azza'z soul remix radio edit)

БРИТАНСКИЙ CD1 (671173 2)[31]
- "Выживший" (альбомная версия) – 4:14
- "Выживший" (Azza'z soul remix radio edit) – 3:56
- "Выживший" (клубный микс Виктора Кальдероне) – 9:26

БРИТАНСКИЙ CD2 (671173 5)[32]
- "Выживший" (Джеймсон полный вокальный ремикс) – 6:19
- "Независимые женщины, часть 1" (live at The Brits 2001) – 3:52
- "Так хорошо" (соул-ремикс Мориса) – 7:35
- "Независимые женщины, часть 1" (видеоверсия live at The Brits 2001)
- Британский кассетный сингл (671173 4)[33][34]
- "Выживший" (альбомная версия) – 4:14
- "Survivor" (микс Maurice's Soul Survivor) – 7:51
- Австралийский CD-сингл (670780.2)[35]
- "Выживший" (альбомная версия)

"Так хорошо" (ремикс души Мориса)
- "Так хорошо" (клубный микс Digital Black-N-Groove)
- "Я" (Джо Гладкая 200 Доказательства Шаг 2 Смешать)

### Форматы и ремиксы
- Australian Maxi-Single 670780 2

1. «Survivor» (Album Version)
2. «So Good» (Maurice’s Soul Remix)1
3. «So Good» (Digital Black-N-Groove Club Mix)1
4. «Independent Women Part I» (Joe Smooth 200 Proof 2 Step Mix)

- Dance Mixes (US) 44K 79566[29]

1. «Survivor» (Remix Extended Version featuring Da Brat)
2. «Survivor» (Calderone Club Mix) [aka «Victor Calderone Club Mix»]
3. «Survivor» (Calderone Drum Dub Mix)
4. «Survivor» (CB200 Club Anthem Mix)
5. «Survivor» (Azza’z Soul Remix)

- European Maxi-Single COL 670749 2[30]

1. «Survivor» (Album Version)
2. «Survivor» (Azza’z Soul Remix Radio Edit)
3. «Survivor» (Digital Black-N-Groove Radio Mix)
4. «Survivor» (CB200 Club Anthem Mix)

- UK Part 1 COL 671173 2[31][32]

1. «Survivor» (Album Version) — 4:14
2. «Survivor» (Azza’z Soul Remix Radio Edit) — 3:56
3. «Survivor» (Victor Calderone Club Mix) — 9:26

- UK Part 2 COL 671173 5[33]

1. «Survivor» (Jaimeson Full Vocal Remix) — 6:19
2. «Independent Women Part 1» (Live At The Brits 2001) — 3:52
3. «So Good» (Maurice’s Soul Remix)1 — 7:35
4. Footage of Independent Women Part 1 Live at The Brits 2001

- UK Cassette COL 671173 4[34]

1. «Survivor» (Album Version) — 4:14
2. «Survivor» (Maurice’s Soul Survivor Mix) — 7:51

Notes
- 1 The remixes of «So Good» contain newly recorded vocals, different from the album version.

## Продюсеры и исполнители
- Титры адаптированы из аннотации к Survivor.[7]
  - Рич Балмер – помощник инженера
  - Берз'он – струновые инструменты
  - Орландо-Кальсада – инженер
  - Энтони Дент – инженер, продюсер, сценарист
  - Бейонсе Ноулз – продюсер, вокал, сценарист
  - Мэтью Ноулз - исполнительный продюсер, сценарист
  - Свод – клавишные
  - Келли Роуленд – вокал
  - Брайан Спрингер – инженер
  - Мишель Уильямс – вокал

## Статус продаж в различных странах и сертификация
| Регион | Сертификация  | Продажи   |
| --- | ------------- | --------- |
| Австралия (ARIA) | Платиновый    | 70 000^   |
| Бельгия (BEA) | Золотой       | 25 000*   |
| Дания (IFPI Danmark) | 2× Платиновый | 180 000   |
| Германия (BVMI) | Золотой       | 250 000   |
| Япония (RIAJ) · Full-length ringtone | Золотой       | 100 000*  |
| Япония (RIAJ) · Ringtone | 2× Платиновый | 500 000*  |
| Норвегия (IFPI Norway) | Золотой       |           |
| Швеция (GLF) | Золотой       | 15 000^   |
| Великобритания (BPI) | Платиновый    | 832,000   |
| США (RIAA) | Платиновый    | 1 000 000 |
| США (RIAA) · Video single | Золотой       | 25 000^   |
| * Данные о продажах приведены только на основе сертификации. · ^ Данные о тиражах приведены только на основе сертификации. · Данные о продажах + прослушиваниях приведены только на основе сертификации. |               |           |

## История выпуска релиза
| Region         | Date           | Format(s)                                       | Label(s)   | Ref.   |
| -------------- | -------------- | ----------------------------------------------- | ---------- | ------ |
| United States  | March 6, 2001  | Contemporary hit radio urban contemporary radio | Columbia   | [ 46 ] |
| Australia      | April 9, 2001  | Maxi CD                                         | Sony Music | [ 47 ] |
| France         | April 9, 2001  | Maxi CD                                         | Sony Music | [ 48 ] |
| Germany        | April 9, 2001  | Maxi CD                                         | Sony Music | [ 49 ] |
| Japan          | April 11, 2001 | CD                                              | SME        | [ 50 ] |
| United Kingdom | April 16, 2001 | Cassette two maxi CDs                           | Columbia   | [ 51 ] |
| France         | May 2, 2001    | CD                                              | Sony Music | [ 52 ] |
| United States  | May 8, 2001    | 12-inch vinyl maxi CD                           | Columbia   | [ 53 ] |
| United States  | May 15, 2001   | DVD                                             | Columbia   | [ 54 ] |

## Чарты
| Chart (2001)                                  | Peak position |
| --------------------------------------------- | ------------- |
| Австралия (ARIA)                              | 7             |
| Австралия (ARIA Urban)                        | 5             |
| Австрия (Ö3 Austria Top 40)                   | 10            |
| Бельгия/Фландрия (Ultratop 50)                | 5             |
| Бельгия/Валлония (Ultratop 50)                | 6             |
| Canada (Nielsen SoundScan)                    | 2             |
| Дания (Tracklisten)                           | 4             |
| Europe (European Hot 100 Singles)             | 2             |
| Финляндия (Suomen virallinen lista)           | 4             |
| Франция (SNEP)                                | 12            |
| Германия (GfK)                                | 8             |
| Greece (IFPI)                                 | 3             |
| Ирландия (IRMA)                               | 1             |
| Италия (FIMI)                                 | 6             |
| Нидерланды (Dutch Top 40)                     | 2             |
| Нидерланды (Single Top 100)                   | 2             |
| Новая Зеландия (Recorded Music NZ)            | 3             |
| Норвегия (VG-lista)                           | 1             |
| Poland Airplay (Music & Media)                | 8             |
| Romania (Romanian Top 100)                    | 4             |
| Шотландия (OCC Scotland)                      | 2             |
| Испания (PROMUSICAE)                          | 11            |
| Швеция (Sverigetopplistan)                    | 3             |
| Швейцария (Schweizer Hitparade)               | 5             |
| Великобритания (OCC UK Singles)               | 1             |
| Великобритания (OCC UK Hip Hop/R&B)           | 1             |
| США (Billboard Hot 100)                       | 2             |
| США (Billboard Dance Club Songs) · Remixes    | 3             |
| США (Billboard Dance Singles Sales) · Remixes | 1             |
| США (Billboard Hot R&B/Hip-Hop Songs)         | 6             |
| США (Billboard Pop Airplay)                   | 2             |
| США (Billboard Rhythmic)                      | 1             |
| US Top Music Videos (Billboard)               | 9             |

| Chart (2001)                                    | Position |
| ----------------------------------------------- | -------- |
| Australia (ARIA)                                | 55       |
| Belgium (Ultratop 50 Flanders)                  | 41       |
| Belgium (Ultratop 50 Wallonia)                  | 40       |
| Canada (Nielsen SoundScan)                      | 23       |
| Canada (Nielsen SoundScan) European release     | 16       |
| Canada Radio (Nielsen BDS)                      | 85       |
| Europe (European Hot 100 Singles)               | 36       |
| France (SNEP)                                   | 70       |
| Germany (Official German Charts)                | 73       |
| Ireland (IRMA)                                  | 28       |
| Netherlands (Dutch Top 40)                      | 30       |
| Netherlands (Single Top 100)                    | 40       |
| New Zealand (Recorded Music NZ)                 | 47       |
| Romania (Romanian Top 100)                      | 50       |
| Sweden (Sverigetopplistan)                      | 43       |
| Switzerland (Schweizer Hitparade)               | 29       |
| UK Singles (OCC)                                | 35       |
| US Billboard Hot 100                            | 23       |
| US Hot R&B/Hip-Hop Singles & Tracks (Billboard) | 47       |
| US Mainstream Top 40 (Billboard)                | 32       |
| US Maxi-Singles Sales (Billboard)               | 3        |
| US Rhythmic Top 40 (Billboard)                  | 22       |

| Chart (2002)               | Position |
| -------------------------- | -------- |
| Canada (Nielsen SoundScan) | 175      |

## Чарты и сертификаты

### Чарты недели
| Чарт (2001)                           | Место |
| ------------------------------------- | ----- |
| Австралия (ARIA)                      | 7     |
| Австрия (Ö3 Austria Top 40)           | 10    |
| Бельгия/Фландрия (Ultratop 50)        | 5     |
| Бельгия/Валлония (Ultratop 50)        | 6     |
| Дания (Tracklisten)                   | 4     |
| Финляндия (Suomen virallinen lista)   | 4     |
| Франция (SNEP)                        | 12    |
| Германия (GfK)                        | 8     |
| Ирландия (IRMA)                       | 1     |
| Италия (FIMI)                         | 6     |
| Нидерланды (Single Top 100)           | 2     |
| Новая Зеландия (Recorded Music NZ)    | 2     |
| Норвегия (VG-lista)                   | 1     |
| Швеция (Sverigetopplistan)            | 3     |
| Швейцария (Schweizer Hitparade)       | 5     |
| Великобритания (OCC UK Singles)       | 1     |
| США (Billboard Hot 100)               | 2     |
| США (Billboard Hot R&B/Hip-Hop Songs) | 6     |
| США (Billboard Dance Club Songs)      | 3     |
| США (Billboard Pop Airplay)           | 2     |

| Чарт (2001)              | Место |
| ------------------------ | ----- |
| Australian Singles Chart | 55    |
| French Singles Chart     | 70    |
| US Billboard Hot 100     | 23    |

| Регион | Сертификация  | Продажи  |
| Рингтон | Рингтон       | Рингтон  |
| --- | ------------- | -------- |
| Япония (RIAJ) | 2× Платиновый | 500,000^ |
| Видеоклип |               |          |
| США (RIAA) | Золотой       | 50,000^  |
| * Данные о продажах приведены только на основе сертификации. ^ Данные о тиражах приведены только на основе сертификации. |               |          |